# Albert von Bruchhausen

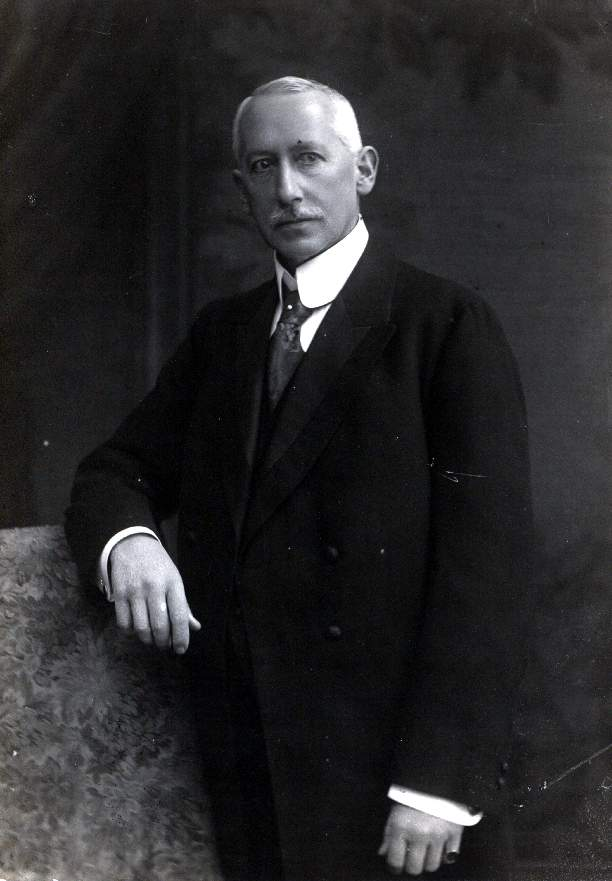
Albert von Bruchhausen (um 1930)

Albert Georg Justus Maria von Bruchhausen (* 21. April 1859 in Oelde; † 23. April 1948 in Buchheim/Baden) war als preußischer Politiker Oberbürgermeister von Trier und Recklinghausen.

## Familie
Er war der Sohn des königlich preußischen Justizrats Franz von Bruchhausen (1817–1897) und dessen zweiter Ehefrau Albertine Bachofen von Echt (1820–1881).
Bruchhausen heiratete am 16. Mai 1889 in Essen Elisabeth Veltman (* 13. Juni 1861 in Rogasen, Landkreis Obernigk, Provinz Posen; † 1. Dezember 1933 in Trier), die Tochter des Landgerichtsrats Bernard Veltman und der Elisabeth Boese.

## Leben

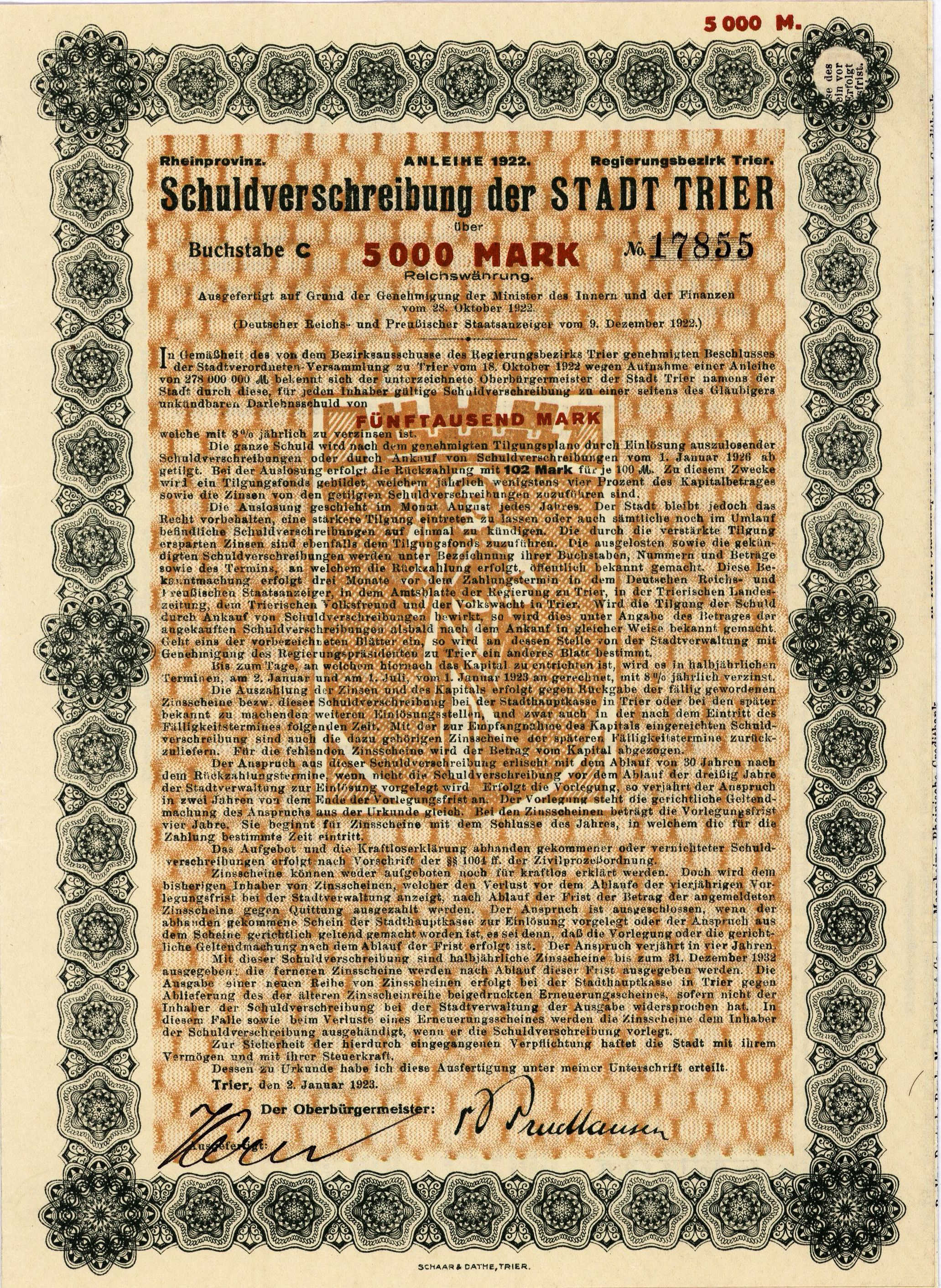
Anleihe der Stadt Trier vom 2. Januar 1923 mit Unterschrift vom Oberbürgermeister Albert von Bruchhausen für die Finanzierung von Wohnungsbauten, die Erweiterung der Elektrizitätswerke, Grundstücksankäufe und Herstellung von Sportanlagen

Bruchhausen war Gerichtsassessor a. D. Von 1899 bis 1901 war er Erster Bürgermeister, von 1901 bis 1904 Oberbürgermeister der Stadt Recklinghausen.
Anschließend war er bis 1927 Oberbürgermeister der Stadt Trier. Im Jahr 1927 wurde er „für 23-jährige Verdienste um die sozialen, wirtschaftlichen und kulturellen Belange der Stadt und Vergrößerung des Stadtgebietes“ zum Ehrenbürger von Trier ernannt und die Ritterstraße in Bruchhausenstraße umbenannt.
Außerdem war Bruchhausen Mitglied des Preußischen Herrenhauses und von 1913 bis 1924 Abgeordneter im Provinziallandtag der Rheinprovinz.
In den Jahren von 1910 bis 1934 war er der erste Vorsitzende des 1910 gegründeten Verbands Deutscher Naturweinversteigerer (heute: Verband Deutscher Prädikatsweingüter, VDP).

## Rezeption
In Düsseldorf, Recklinghausen und Trier sind Straßen nach Bruchhausen benannt.